# Кончюс, Антонас Юозович
Антонас Юозович Кончюс (лит. Antonas Končius; род. 21 января 1891, Премеседжяй — 4 октября 1976, Вильнюс) ― литовский трубач и музыкальный педагог, солист оркестров Каунасского и Вильнюсского театра оперы и балета, преподаватель Вильнюсского музыкального училища, заслуженный артист Литовской ССР (1954).

## Биография
Антонас Кончюс до 1924 года играл в военном духовом оркестре. С 1924 по 1928 год он был солистом оркестра Каунасского театра оперы и балета. В 1948—1957 годах Кончюс исполнял обязанности солиста оркестра Вильнюсского театра оперы и балета. В 1954 году ему было присвоено почётное звание заслуженного артиста Литовской ССР. С 1957 по 1959 год Антонас Кончюс преподавал в Вильнюсском музыкальном училище.